# Archidiecezja warmińska

Historyczny herb biskupów warmińskich

Historyczny herb kapituły warmińskiej

Diecezja warmińska w Prusach w XIII wieku

Archidiecezja warmińska (łac. Archidioecesis varmiensis; niem. Erzbistum Ermland) – jedna z 14 archidiecezji obrządku łacińskiego w Kościele katolickim w Polsce. Ustanowiona diecezją 29 lipca przez legata papieskiego Wilhelma z Modeny, a zatwierdzoną 30 lipca 1243 przez papieża Innocentego IV jako sufragania archidiecezji ryskiej do 1561 r, następnie posiadająca  prawo egzempcji aż do 1930 r., gdy weszła w skład metropolii wrocławskiej, a następnie od 1972 r. warszawskiej, aby ostateczne zostać podniesioną do rangi archidiecezji przez Jana Pawła II 25 marca 1992 bullą „Totus Tuus Poloniae Populus”. Siedziba arcybiskupa metropolity znajduje się przy konkatedrze św. Jakuba Apostoła w Olsztynie.

## Historia
Utworzona w Prusach jako diecezja dekretem legata papieskiego Wilhelma z Modeny z 29 lipca 1243. Tym utworzono na terenach zajmowanych przez pogańskich Prusów – warmińska wzięła nazwę od Warmów. Dekret Wilhelma z Modeny w tym samym roku, 30 lipca 1243, zatwierdził papież Innocenty IV. Pierwszym biskupem warmińskim powołanym przez papieża 6 października 1250 był biskup Anzelm. Diecezja warmińska była największa z wyżej wymienionych. Granice diecezji warmińskiej w jej ostatecznym kształcie (przed 1525) przebiegały od północnego zachodu wzdłuż Zalewu Wiślanego do rzeki Pregoły, dalej granica północna biegła lewym brzegiem Pregoły, aż za miasto Wystruć do rzeki Węgorapy, granica wschodnia biegła lewym brzegiem Węgorapy do najdalej wysuniętej na wschód części jeziora Mamry. Dalej (północna granica) wzdłuż linii równoleżnikowej prosto na wschód do granicy litewskiej. Leżąca przy granicy Gołdapia znajdowała się już na terenie diecezji sambijskiej. Granica wschodnia biegła wzdłuż granicy krzyżacko-litewskiej, a granica południowa – wzdłuż ówczesnej granicy biskupstwa płockiego (w przybliżeniu wzdłuż granicy polsko-niemieckiej sprzed 1939), aż do rzeki Omulew. Dalej diecezja warmińska graniczyła z diecezją pomezańską. Dalej granica biegła wzdłuż rzeki Omulew, Jeziora Omulew, potem w kierunku północnym na pewnym odcinku wzdłuż rzeki Pasłęki i dalej do jeziora Drużno. Diecezja warmińska znajdowała się na etnicznych pruskich terytoriach: Pogezanii, Warmii, Natangii, Barcji i Galindii. Terytorium diecezji określa także sieć parafii zgrupowanych wówczas w 14 archiprezbiteratach (dekanatach): braniewski, elbląski, fromborski, krzyżborski, ornecki, pieniężnieński, iławecki, dobromiejski, lidzbarski, jeziorański, biskupiecki, frydlądzki, reszelski i sępopolski. Po wprowadzeniu na terenie Prus Książęcych jako obowiązującego wyznania luterańskiego przez księcia Albrechta „odpadły” archiprezbiteraty wraz z parafiami w miejscowościach: Krzyżbork (niem. Kreuzburg, dziś Sławskoje w obwodzie królewieckim), Iława Pruska (niem. Preußisch Eylau; ros. Bagrationowsk, obecnie w obwodzie królewieckim), Frydląd (niem. Friedland; ros. Prawdińsk w obwodzie królewieckim) i Sępopol. W 1525 z ogólej liczby 243 kościołów (parafialnych i filialnych) 143 odpadły na rzecz nowego wyznania, lub zostały opuszczone. W 1772 parafii było 78.

### Wydzielenie dominium biskupiego
Na mocy wcześniej zawartego układu w każdej z pruskich diecezji (z wyjątkiem chełmińskiej) jedna trzecia obszaru diecezji była dominium biskupim, a pozostała część diecezji była zarządzana (gospodarczo i militarnie) przez Krzyżaków. W diecezji warmińskiej owo dominium było w jednym kompleksie, a na terenie pozostałych diecezji części biskupie były rozproszone po terenie każdej z diecezji. Dominium warmińskie przyjęło z czasem nazwę Warmii. Na terenie Warmii lokowane były wszystkie główne instytucje kościelne diecezji warmińskiej. Dominium warmińskie podzielone zostało na dziesięć komornictw. Trzy komornictwa znajdowały się pod zarządem kapituły warmińskiej, a pozostałe w gestii biskupów warmińskich. Na terenie dominium biskupiego sprawami administracyjno-gospodarczymi i wojskowymi zajmował się wójt krajowy, który miał siedzibę początkowo w Braniewie, później w Lidzbarku Warmińskim i w Jezioranach. Obok wójta krajowego na szczeblu dominium występował też ekonom biskupi. Był to jakby minister finansów biskupstwa.
W VIII punkcie II pokoju toruńskiego stwierdzono: Zgodziliśmy się również, że kościół warmiński i jego biskup każdorazowy ze swą czcigodną kapitułą warmińską odtąd i nadal pozostawać będą pod władzą, w poddaństwie i pod protekcją wspomnianego pana Kazimierza króla i następców jego, królów, i Królestwa Polskiego ze wszystkimi swymi grodami, miastami, miasteczkami i twierdzami, mianowicie Lidzbarkiem, Braniewem, Ornetą, Jezioranami, Olsztynem, Dobremmiastem, Melzakiem, Fromborkiem, Biskupcami, ze wszystkimi okręgami, szlachtą, wasalami, wsiami, przynależnościami i przyległościami swymi. A my, Ludwik mistrz, i następcy, komturowie i Zakon wyraźnie wyrzekamy się władzy nad nim, jego poddaństwa i protekcji nad nim, a wszelkie prawo, które nam w jakikolwiek sposób przysługiwało dotąd wobec wspomnianego kościoła, biskupstwa i kapituły, w całej pełni przelewamy (i) przenosimy niniejszym na wspomnianego najjaśniejszego króla pana Kazimierza, następców jego, królów, i Królestwo Polskie.
Na temat biskupstwa warmińskiego w Geografii historycznej ziem dawnej Polski (wydanie z 1900) Zygmunt Gloger pisał w sposób następujący:
...Przez traktat toruński z 1466 i unię ziem pomorsko-pruskich z Polską, biskupi warmińscy zyskali bardzo wiele, bo pozbywali się uciążliwego zwierzchnictwa Zakonu, a stawali się niby prymasami polskiego Pomorza, prezydując z urzędu w „generałach pruskich”, czyli sejmach prowincyi, złożonej z trzech województw: pomorskiego, chełmińskiego i malborskiego, do którego i księstwo warmińskie się zaliczało. ... Hozyusz wysoko podniósł znaczenie biskupstwa warmińskiego, pierwszy był na tej katedrze kardynałem. Po nim szli kardynałowie, synowiec króla Stefana, Jędrzej Batory, i królewicz Jan Olbracht, syn Zygmunta III. Czwartym kardynałem na tej katedrze był Michał Stefan Radziejowski. Kiedy biskupstwo Sambieńskie w Prusiech krzyżackich przyjęło luteranizm, biskup warmiński objął władzę duchową nad pozostałymi tam katolikami i dodawszy sobie tytuł sambieńskiego przybrał do swojej dyecezyi Królewiec i rozszerzył ją aż po Niemen...
Obok głównej rezydencji w Lidzbarku biskupi warmińscy posiadali jeszcze 5 zamków, 2 pałace (przy kolegiacie w Dobrym Mieście i przy katedrze we Fromborku) oraz 2 rezydencje letnie w Smolajnach i Sątopach-Samulewie.

### Diecezja warmińska w strukturze hierarchicznej Kościoła
Diecezja warmińska formalnie podlegała metropolii w Rydze. Arcybiskupstwo w Rydze utworzone zostało w 1254 przez papieża Aleksandra IV. Władza arcybiskupów ryskich na terenie diecezji warmińskiej była raczej symboliczna i formalnie trwała do 1566, kiedy to arcybiskup Wilhelm, młodszy brat księcia Albrechta, doprowadził do sekularyzacji inflanckiej gałęzi zakonu krzyżackiego i samego arcybiskupstwa. Hierarchowie warmińscy byli przeciwni włączeniu diecezji do arcybiskupstwa gnieźnieńskiego, a biskup warmiński Łukasz Watzenrode w 1504 wyszedł z projektem utworzenia metropolii warmińskiej. Plany te mimo poparcia króla Aleksandra nie zostały zrealizowane. Diecezja warmińska potwierdzenie wyłączenia formalnie uzyskała w 1742 po uzyskaniu od Stolicy Apostolskiej przywileju krzyża i paliusza metropolitalnego. Diecezja ta podlegała bezpośrednio Rzymowi do 1929. W 1930 papież Pius XI włączył diecezję warmińską do metropolii wrocławskiej. Bulla papieska z 1930 określała też obszar diecezji warmińskiej. Obejmowała ona całe terytorium niemieckich Prus Wschodnich. Uregulowanie spraw administracji kościelnej na ziemiach przyłączonych do Polski w 1945 nastąpiło w 1972, kiedy to papież Paweł VI włączył diecezję do metropolii warszawskiej. W 1986 dla wschodnich terenów diecezji położonych na terenie województwa suwalskiego utworzono wikariat biskupi w Ełku, na czele którego stanął ks. Józef Wysocki, od 1989 biskup pomocniczy diecezji warmińskiej. W 1991 papież formalnie wyłączył rosyjskie tereny dawnych Prus Wschodnich z jurysdykcji diecezji warmińskiej. Ustanowiona archidiecezją 25 marca 1992 przez papieża Jana Pawła II bullą Totus Tuus Poloniae populus.

## Stolice i siedziby biskupie
- 1243–1341 – Braniewo
- 1341–1350 – Orneta
- 1350–1795 – Lidzbark Warmiński
- 1795–1945 – Frombork
- od 1945 – Olsztyn

## Biskupi

Herb arcybiskupa metropolity – Józefa Górzyńskiego

### Biskup diecezjalny
- abp Józef Górzyński – metropolita warmiński od 2016

### Biskup pomocniczy
- bp Janusz Ostrowski (wikariusz generalny) – od 2018

### Biskup senior
- bp Julian Wojtkowski – biskup pomocniczy w latach 1969–2004, senior od 2004

## Instytucje
- Kuria Metropolitalna
- Wyższe Seminarium Duchowne Metropolii Warmińskiej Hosianum
- Trybunał Metropolitalny
- Wydział Teologii Uniwersytetu Warmińsko-Mazurskiego
- Caritas Archidiecezjalne
- Muzeum Pomnika Historii Frombork Zespół Katedralny
- Muzeum Archidiecezji Warmińskiej w Olsztynie im. bp. Jana Obłąka

## Kapituły
- Warmińska Kapituła Katedralna we Fromborku z siedzibą w Olsztynie;
- Kapituła Kolegiacka w Dobrym Mieście;
- Kapituła Kolegiacka w Kętrzynie;
- Kapituła Kolegiacka w Lidzbarku Warmińskim.

## Główne świątynie
- Bazylika Archikatedralna Wniebowzięcia NMP i św. Andrzeja Apostoła we Fromborku (rocznica poświęcenia: 25 września)
- Bazylika Konkatedralna św. Jakuba Apostoła w Olsztynie

## Bazyliki mniejsze
- Bazylika Archikatedralna Wniebowzięcia NMP i św. Andrzeja Apostoła we Fromborku (od 1965);
- Bazylika Konkatedralna św. Jakuba Apostoła w Olsztynie (od 2004);
- Bazylika Narodzenia NMP w Gietrzwałdzie (od 1970);
- Bazylika Nawiedzenia NMP w Świętej Lipce (od 1983);
- Bazylika kolegiacka Najświętszego Zbawiciela i Wszystkich Świętych w Dobrym Mieście (od 1989);
- Bazylika kolegiacka św. Jerzego w Kętrzynie (od 1999);
- Bazylika św. Katarzyny Aleksandryjskiej w Braniewie (od 2001);
- Bazylika Nawiedzenia NMP w Stoczku Klasztornym (od 2004).

## Kolegiata
- Bazylika kolegiacka pw. Najświętszego Zbawiciela i Wszystkich Świętych w Dobrym Mieście (od 1347);
- Bazylika kolegiacka pw. św. Jerzego w Kętrzynie (od 1992);
- Kolegiata Lidzbarska pw. Św. Apostołów Piotra i Pawła w Lidzbarku Warmińskim (od 2008).

## Patroni
- Pierwszorzędni
  - Święty Wojciech – biskup i męczennik (23 IV)
  - św. Andrzej Apostoł (30 XII)
- Drugorzędni
  - św. Andrzej Bobola – prezbiter i męczennik (16 V)
  - św. Bruno z Kwerfurtu – biskup i męczennik (12 VII)

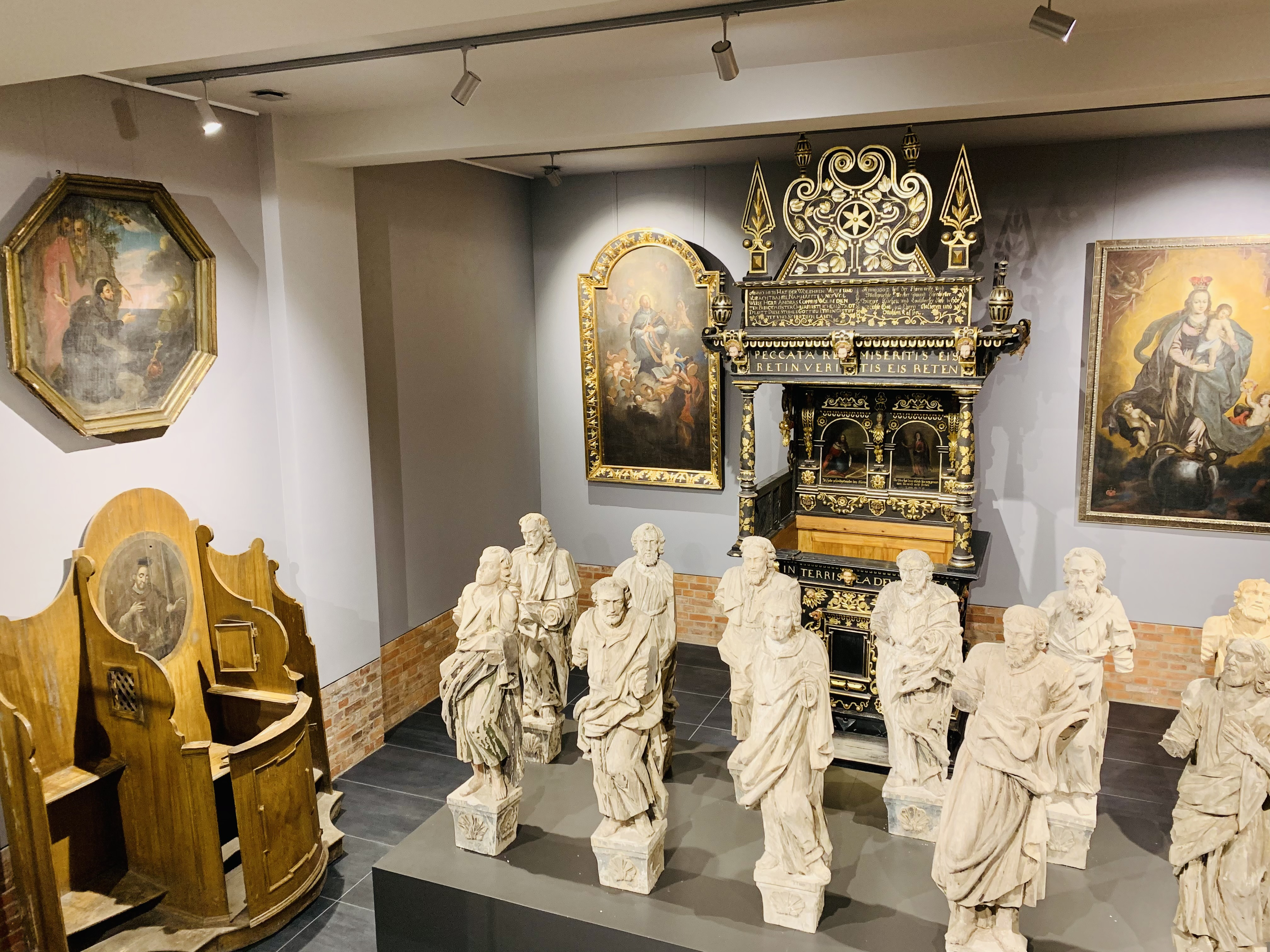
Eksponaty w Muzeum Archidiecezji Warmińskiej w Olsztynie im. bp. Jana Obłąka